# Redox (sistema operativo)
Redox è un sistema operativo di tipo Unix-like basato su microkernel, scritto in linguaggio di programmazione Rust e con una forte attenzione agli aspetti di sicurezza, stabilità e performance.
Ispirato a kernel quali  SeL4, MINIX, Plan 9, e BSD, è simile agli ecosistemi GNU e BSD ma scritto in linguaggio "memory-safe".
È distribuito sotto licenza MIT ed è perciò un software free ed open-source.

## Obiettivi
Redox è un tentativo di ottenere un sistema operativo generico funzionante incentrato sulla sicurezza, la libertà, l'affidabilità e pragmatismo.
Il raggiungimento della massima sicurezza possibile si riflette in due scelte progettuali principali che caratterizzando questo sistema operativo:
1. L'uso del linguaggio di programmazione Rust per l'implementazione
2. L'uso di una architettura a microkernel, simile a MINIX

L'uso di una licenza MIT consente l'integrazione sia di software coperto da GPL o licenze ad esso  compatibili, sia  software free ma non compatibili con la GPL, come quelli sotto licenza CDDL.

## Componenti
Redox vuole essere un sistema operativo completo che integra pacchetti (gestione della memoria, file system, display manager, funzionalità di base, ecc) che assieme compongono un sistema operativo funzionale. Redox si basa su un ecosistema di software scritto in Rust dai membri del progetto.
- Redox kernel -  microkernel fortemente ispirato da MINIX[11]
- Ralloc - Gestore della memoria[12]
- TFS file system - ispirato dal file system ZFS [13]
- Ion shell - libreria per shell ed esecuzione da linea di comando in Redox, nonché shell di default[14]
- pkgutils - package manager[15]
- Orbital windowing system - display e window manager[16]
- relibc - libreria standard C[17]

## Storia
Redox è stato creato da Jeremy Soller e reso pubblico, su GitHub, il 20 Aprile 2015. Da allora è costantemente sviluppato da una comunità sempre più numerosa di sviluppatori (A settembre 2024, il repository di Redox conta un totale di 97 collaboratori).